# Shofar
Shofar er et vædderhorn, der anvendes i den jødiske gudstjeneste til nytårsfesten, Rosh Hashanah. Der blæses desuden også i shofar i forbindelse med Yom Haatzmaut, Israels uafhængighedsdag. Dette tager udgangspunkt i et citat fra de daglige jødiske bønner, der lyder:

Blæs i den store shofar til vores befrielse.

Yom Kippur afsluttes desuden også med en lang tone fra shofar'en. Dermed markeres, at den 25 timer lange faste er forbi.
Historisk har shofar'en været benyttet som advarsel. I det gamle Israel blev det således brugt som signal: Fjenden angriber! I øvrigt skal det nævnes, at der ifølge traditionen lød toner fra en shofar på Sinai Bjerg, da Moses modtog de 10 bud på samme.
- Wikimedia Commons har flere filer relateret til Shofar